# Ontherus lichyi
Ontherus lichyi är en skalbaggsart som beskrevs av Martinez 1947. Ontherus lichyi ingår i släktet Ontherus och familjen bladhorningar. Inga underarter finns listade i Catalogue of Life.